# NGC 1340
NGC 1340 est une galaxie elliptique située dans la constellation du Fourneau. NGC 1340 a été découverte par l'astronome germano-britannique William Herschel en 1790, mais elle a été ajoutée au catalogue NGC sous la désignation NGC 1344. Cette galaxie a ensuite été observée par l'astronome britannique John Herschel le 19 novembre 1835 et c'est cette observation qui a été ajoutée catalogue NGC sous la désignation NGC 1340.

## Caractéristiques
Sa vitesse par rapport au fond diffus cosmologique est de 1 126 ± 17 km/s, ce qui correspond à une distance de Hubble de 16,6 ± 1,2 Mpc (∼54,1 millions d'al).
À ce jour, 34 mesures non basées sur le décalage vers le rouge (redshift) donnent une distance de 18,688 ± 3,160 Mpc (∼61 millions d'al), ce qui est à l'intérieur des valeurs de la distance de Hubble.

## Groupe de NGC 1399 et l'amas du Fourneau
NGC 1340 (=NGC 1344 dans l'article de Garcia) fait partie du groupe de NGC 1399. Ce groupe fait partie de l'amas du Fourneau et il comprend au moins 42 galaxies, dont NGC 1326, NGC 1336, NGC 1339, NGC 1351, NGC 1366, NGC 1369, NGC 1373, NGC 1374, NGC 1379, NGC 1387, NGC 1399, NGC 1406, NGC 1419, NGC 1425, NGC 1427, NGC 1428, NGC 1437 (=NGC 1436), NGC 1460, IC 1913 et IC 1919.